# Битва при Тоба-Фусімі
Битва при Тоба-Фусімі (яп. 鳥羽・伏見の戦い, とばふしみのたたかい, тоба-фусімі но татакай; 27 — 30 січня 1868) — перша битва під час громадянської війни в Японії 1868—1869 років. Відбулася на південних околицях японської столиці Кіото між військами нового Імператорського уряду та прибічниками ліквідованого сьоґунату.

## Короткі відомості
Після того як сьоґун Токуґава Йосінобу повернув державну владу Імператору, анисьоґунатівська опозиція сформувала новий уряд. Від імені Імператора вона прийняла указ про ліквідацію сьоґунату та реставрацію прямого Імператорського правління. Новий уряд позбавив екс-сьоґуна усіх титулів і більшості землеволодінь. У відповідь Йосінобу перебрався з Кіото до Осацького замку, де розпочав підготовку до скинення опозиції і поверння влади. Проте його прибічники піддалися на провокації нового уряду і 26 січня самовільно рушили на Кіото з метою захопити місто та відновити сьоґунат. Наступного, 27 січня, 15 000 самураїв екс-сьоґуна, а також загони Айдзу-хану та Кувана-хану зійшлися в районі Тоби і Фусімі із 5 000 вояків Сацума-хану і Тьосю-хану, які охороняли столицю. Незважаючи на чисельну перевагу прибічників Йосінобу, вони поступалися зброєю і бойовим духом солдатам урядової армії. Сили Сацума-хану і Тьосю-хану розбили їх за три дні. Дізнавшись про поразку Йосінобу втік з Осаки до Едо, що ще більше підірвало дух його військ. Через місяць уряд оголосив екс-сьоґуна «ворогом трону» і почав пацифікаційний похід на схід.